# Von Freeman
Earle Lavon "Von" Freeman Sr. (3 de octubre de 1923 - 11 de agosto de 2012) fue un saxofonista tenor de jazz hard bop estadounidense. Él era el padre del saxofonista de jazz Chico Freeman.

## Biografía
Nacido en Chicago, Illinois, Estados Unidos, como un niño pequeño Freeman estuvo expuesto al jazz. Su padre, George, era un amigo cercano de Louis Armstrong, quien vivió en la casa de Freeman cuando él llegó por primera vez en Chicago. Freeman aprendió a tocar el saxofón como un niño y en la Escuela Secundaria DuSable, donde estaba su director de la banda Walter Dyett. Comenzó su carrera profesional a la edad de 16 en la orquesta de Horace Henderson. Fue reclutado en la Armada durante la Segunda Guerra Mundial y sirvió en la banda de la Armada.
Tras su regreso a Chicago, donde ha permanecido desde entonces, formó un grupo junto a su hermanos George Freeman en la guitarra y Bruz (Eldridge) Freeman (quien murió en 2006 a los 85 años en Hawái) en la batería, actuando en el salón de baile del Hotel Pershing. Varios músicos de jazz como Charlie Parker, Roy Eldridge y Dizzy Gillespie, soñaban con los Freeman como banda de acompañamiento, y lograron concretar presentaciones con ellos. En la década de 1950, Von tocó en la banda de Sun Ra.
Freeman murió de paro cardíaco el 11 de agosto de 2012, en su ciudad natal, a la edad de 88 años.
Freeman destacó siendo un gran saxofonista por su sonido e improvisación con su saxofón tenor. Pudo convivir con otros grandes saxofonistas tenores como: Dexter Gordon, Joe Henderson, Coleman Hawkins, John Coltrane... 